# Josefina Robledo Gallego
Josefina Robledo Gallego (València, 1897 - Godella, 1972) va ser la primera guitarrista espanyola que va deixar una gran empremta en la història de la música espanyola i internacional. És coneguda per les seves qualitats i proximitat al mestre Tárrega, que la van fer ser la deixeble preferida del mestre. Va ser pionera en el seu gènere, obrint camí per a les futures generacions de guitarristes, especialment de dones. Tot i que Josefina Robledo no va compondre obres, sí que va fer transcripcions d'autors clàssics com ara Mendelssohn, Beethoven o Chopin.

## Biografia
Josefina Robledo Gallego va començar a tocar la guitarra en honor al seu germà, mort per una malaltia. En un recital del mestre Tàrrega a València,  va animar a Josefina a que interpretés una peça. Va interpretar Capricho Árabe, una peça del propi Tàrrega. Ell es va autoproclamar mestre de Josefina després d’escoltar la interpretació de la seva peça. A partir d’aquell moment, des de l’any 1904, van començar a impartir classes a València i en les visites que realitzava a Barcelona acompanyada dels seus pares, que resultaven ser amics íntims del mestre. L'admiració de Josefina i Tárrega era mútua, ella destacava tant les seves qualitats artístiques com humanes. Al 1907, quan només tenia 10 anys, va donar el seu primer concert al conservatori de València, i aviat la seva carrera com a concertista la va portar a diferents ciutats espanyoles, en les quals va despertar l'admiració de públic i crítica.

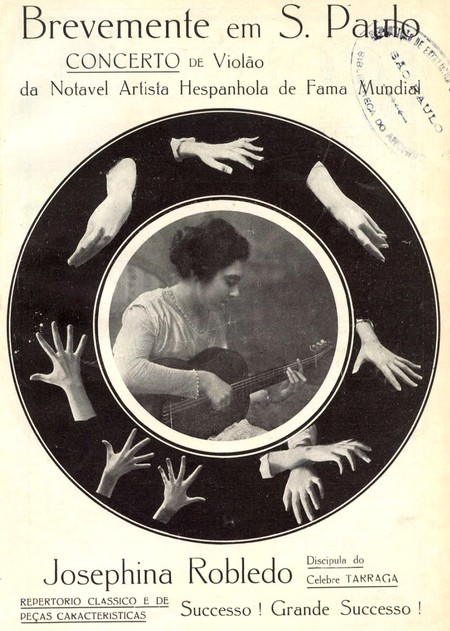
Cartell d'una actuació de Josefina Robledo a São Paulo (1917)

A l'edat de 15 anys (1912), Josefina va viajar a l'Argentina. Allà va obtenir grans èxits pel que allarga la seva estada fins al 1915, moment en què inicia una gira per Uruguai, Paraguai i Brasil.Va actuar amb repertori de Tàrrega, Sor, Albéniz i Granados des de 1914 fins al 1924 i on va ser també professora del Conservatori Williams de La Plata. Amb només 18 anys, la jove guitarrista va decidir instal·lar-se i treballar com a professora de l'instrument a Sao Paulo i després a Rio de Janeiro, i es va convertir en la principal divulgadora de l'escola Tàrrega al Brasil. De fet, Josefina Robledo va conservar sempre els exercicis personals que li preparava el seu mestre, i un dels seus alumnes al Brasil, Osvaldo Soares (1884-1966), va publicar el 1932 un tractat de guitarra amb el títol Escola de Tàrrega. A Brasil, la guitarra s'utilitzava com a acompanyament de cançons populars, però des de principis del segle XX la difusió de l'estudi i la pràctica de la guitarra clàssica va ser impulsada gràcies a prestigiosos guitarristes com ella.
El 1923 va tornar a Argentina i es va convertir en professora del Conservatori Williams de la Plata. A causa d'un problema de salut del seu pare, va haver de tornar a València el 1925, on va realitzar nombrosos concerts per tot Espanya i va ser aclamada per figures com Adolfo Salazar.
Josefina Robledo es va casar l'any 1927 amb Ricardo García de Vargas, cronista oficial de Godella, i a partir d'aquest moment abandonà la carrera de concertista. Des d'aleshores només va actuar en reunions privades o en algun concert ocasional, com el del 20 de novembre de 1952, centenari del naixement de Tàrrega, a Vila-real, o el 15 de desembre de 1959 al Conservatori de València. Robledo no va compondre obres, però va realitzar diverses transcripcions d'autors clàssics, y va ser la primera guitarrista espanyola de sexe femení en triomfar internacionalment.
Josefina Robledo va morir el 1972 a Golleda.

## Reconeixement
Encara que en vida no va rebre premis ni gaire reconeixement, l'any 1979, set anys després de la mort de Robledo, el seu marit va decidir donar unes obres d'art a la Caixa d'Estalvis de València amb la finalitat de dotar fons per crear dos premis; el primer s'havia de dedicar a l'estudi històric de Godella, i un altre a la memòria de Josefina Robledo. És així com va sorgir el Concurs de Guitarra Josefina Robledo, que es va celebrar des de 1979 fins a 1987. Novament es va recuperar la convocatòria l'any 2009, transformada des de 2014 en Festival Internacional de Guitarra.
El crític i musicòleg Eduard López-Chávarri i Marco va descriure Josefina Robledo com una guitarrista tan virtuosa com Andrés Segovia.

## Transcripcions
Robledo va realitzar transcripcions de diverses obres d'autors clàssics. A continuació es llisten les obres classificades per autoria.

#### F. Chopin
- Marcha fúnebre
- Vals, Op. 69 n. 1

#### J. L. Godard
- Vals n. 2

#### R. Schumann
- Record del 4 de novembre

#### A. Rubinstein
- Romanza Op. 44, n. 1

#### F. Mendelssohn
- Romanza n. 12

#### I. Albéniz
- Torre Bermeja
- Cádiz
- Córdoba

#### E. Granados
- Danza n. 7

#### M. Falla
- Relato del pescador
- Canción del fuego fatuo

#### L. Beethoven
- Clar de Lluna, adagio de la sonata, Op. 27, n. 2

## Discografia
Josefina Robledo va fer algunes gravacions, que ara han quedat recollides en alguns àlbums de recopilació:
- Francisco Tárrega: Homenaje a Francisco Tárrega. Various Artists. 2013.[9]
- Segovia & Contemporaries, Vol. 12: Tarrega, his disciples & their students. Various Artists. 2013.[10]